# 홀비 시티
《홀비 시티》(영어: Holby City)는 영국의 의학 드라마이다. 1999년 1월 12일 부터 2022년 3월 29일까지 BBC One에서 방영하였다. 1986년부터 현재까지 방영 중인 《캐주얼티》의 스핀오프이다.